# Michiharu Mishima
Pour les articles homonymes, voir Mishima.
Michiharu Mishima (三島 通陽, Mishima Michiharu), né le 1er janvier 1897 et mort le 20 avril 1965, est avec Yoshinori Futara le cofondateur des boy scouts du Japon. Shimpei Gotō est choisi par ces derniers pour diriger le mouvement.